# جاي ر. بينتون
جاي ر. بينتون (بالإنجليزية: Jay R. Benton)‏ هو محامي وسياسي أمريكي، ولد في 18 أكتوبر 1885 في سومرفيل في الولايات المتحدة، وتوفي في 4 نوفمبر 1953 في الولايات المتحدة. حزبياً، نشط في الحزب الجمهوري. وقد انتخب عضو مجلس نواب ماساتشوستس.